# Remember Me (joc video)
Remember Me este un joc video de acțiune-aventură dezvoltat de Dontnod Entertainment și publicat de Capcom. A fost lansat în iunie 2013 pentru Microsoft Windows, PlayStation 3 și Xbox 360. Personajul principal al jocului este Nilin, un vânător de memorii care lucrează pentru mișcarea ilegală de rezistență Errorists. La începutul jocului, mega-corporația Memorize îi șterge memoria aproape în totalitate. Cu ajutorul unui om misterios pe nume Edge, ea începe să comploteze împotriva companiei Memorize și își recuperează memoriile pierdute.